# Earl of Chester

Ursprüngliches Wappen des Earls of Chester

Earl of Chester ist ein erblicher britischer Adelstitel, der vielfach in der Peerage of England, der Peerage of Great Britain und der Peerage of the United Kingdom verliehen wurde.
Der Earl of Chester war einer der mächtigsten Herren im mittelalterlichen England. Seit 1301 wurde der Titel üblicherweise dem Thronerben verliehen, ab dem späten 14. Jahrhundert dann stets zusammen mit dem des Prince of Wales.

## Geschichte des Titels
Die Stadt Chester gehörte seit dem späten 11. Jahrhundert den Earls of Chester, die über ganz England verstreut Land besaßen, das „the honour of Chester“ genannt wurde. Ende des 12. Jahrhunderts hatten sie eine Stellung als Regenten von Cheshire etabliert, die die Basis für ihre spätere Bezeichnung als „county palatine“ wurde. Das County fiel 1237 mit dem Tod von John of Scotland, Earl of Huntingdon an die Krone, dem siebten und letzten Earl, und wurde 1246 als Krongut eingezogen. König Heinrich III. gab die Herrschaft Chester (nicht aber den Titel eines Earls) 1254 an seinen Sohn Eduard, den späteren König Eduard I., der wiederum Titel und Land an seinen Sohn, den ersten englischen Prince of Wales und späteren König Eduard II., gab. Zu dieser Zeit umfasste Cheshire die heutigen zwei Countys Cheshire und Flintshire.
Die Einrichtung der königlichen Herrschaft in Chester ermöglichte Königs Eduards I. Eroberung von Nord-Wales, und Chester spielte eine wesentliche Rolle als Nachschubbasis während der Walisischen Kriege (1275–1284), so dass die separate Organisation als „county palatine“ gerechtfertigt war. Dies blieb so bis zur Zeit des Königs Heinrich VIII.
König Richard II. erhob Cheshire 1398 zum Fürstentum und sich selbst zum Prince of Cheshire, was König Heinrich IV. 1399 bereits wieder rückgängig machte. Während der älteste Sohn des Souveräns geborener Duke of Cornwall ist, muss er zum Earl of Chester (und zum Prince of Wales) erst ernannt werden. Prince Charles wurde zum Earl of Chester am 26. Juli 1958 ernannt, am gleichen Tag, an dem er Prince of Wales und Earl of Carrick wurde.
Die unabhängige Rechtsprechung des County Palatine of Chester hielt sich, bis Heinrich VIII. das County unter Kontrolle der Krone brachte. Die Palatinate courts of Great Sessions and Exchequer überlebten sogar bis zu den Reformen von 1830.

## Liste der Earls of Chester

### Earls of Chester, erste Verleihung (1070)
- Gerbod der Flame, 1. Earl of Chester (1070–1071) (Titel entzogen 1071)

### Earls of Chester, zweite Verleihung (1071)
- Hugh d’Avranches, 1. Earl of Chester († 1101)
- Richard d’Avranches, 2. Earl of Chester (1094–1120)

### Earls of Chester, dritte Verleihung (1121)
- Ranulph le Meschin, 1. Earl of Chester († um 1129)
- Ranulph de Gernon, 2. Earl of Chester († 1153)
- Hugh de Kevelioc, 3. Earl of Chester (1147–1181)
- Ranulph de Blondeville, 4. Earl of Chester (um 1172–1232)

### Earls of Chester, vierte Verleihung (1232)
- John of Scotland, Earl of Huntingdon, 1. Earl of Chester (1206–1237)

### Earls of Chester, fünfte Verleihung (1264)
- Simon de Montfort, 6. Earl of Leicester, 1. Earl of Chester (1208–1265), (Titel verwirkt 1265)

(Es gibt keinen Beweis, dass Alfonso (1273–1284), dem jung verstorbenen älteren Sohn Eduards I., der Titel Earl of Chester verliehen wurde, obwohl er sich selbst so nannte.)

### Earls of Chester, sechste Verleihung (1301)
- Edward Plantagenet, Earl of Chester (1284–1327), (wurde 1307 König)

### Earls of Chester, siebte Verleihung (1312)
- Edward Plantagenet, Earl of Chester (1312–1377), (wurde 1327 König)

Ab hier wurde der Titel gemeinsam mit dem eines Prince of Wales verliehen.